# Strmec pri Destrniku
Strmec pri Destrniku je naselje v Občini Destrnik.